# Baldock Town F.C.
Baldock Town là một câu lạc bộ bóng đá có trụ sở tại Baldock, Hertfordshire, Anh. Đội bóng tiền thân được thành lập vào năm 1905, câu lạc bộ được tái thành lập vào năm 2003. Câu lạc bộ hiện đang thi đấu tại Spartan South Midlands League Premier Division và dùng chung sân nhà với Arlesey Town ở Road ground.

## Danh hiệu
- South Midlands League
  - Nhà vô địch các mùa giải 1927–28, 1965–66, 1967–68, 1969–70
  - Nhà vô địch Division One mùa giải 1949–50
  - Nhà vô địch Division Two mùa giải 1947–48
- Herts County League
  - Nhà vô địch Premier Division mùa giải 2011–12
  - Nhà vô địch Division One mùa giải 2007–08
  - Nhà vô địch Northern Division mùa giải 1920–21
- Herts Senior Centenary Trophy
  - Nhà vô địch các mùa giải 2012–13, 2017–18
- Anagram Records Trophy
  - Nhà vô địch các mùa giải 2011–12, 2012–13